# 무이셰랑가

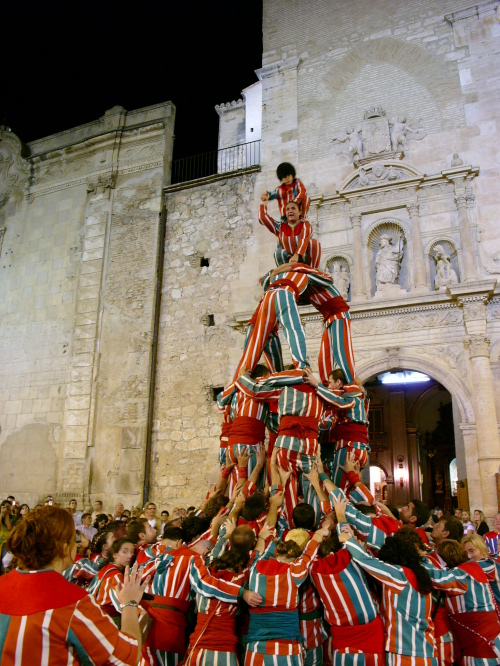
무이셰랑가

무이셰랑가(카탈루냐어: muixeranga)는 발렌시아 지방에서 전해져내려온 전통적인 길거리 춤과 인간 성쌓기를 이르는 말이다. 현재 발렌시아 남서쪽 30km에 있는 알가메시 사람들이 전수하고 있다.

## 같이 보기
- 아크로바틱 체조